# James (rzeka w Wirginii)

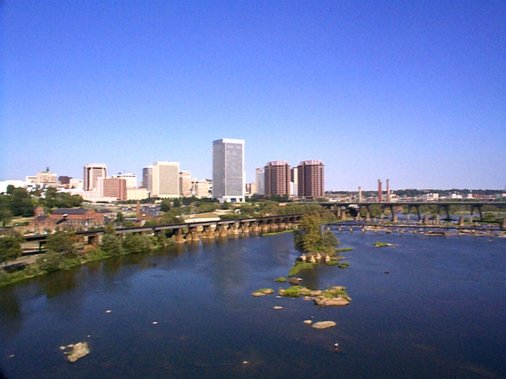
Richmond, największe miasto nad rzeką Jamesa

James (ang. James River) – rzeka  w Stanach Zjednoczonych, największa droga wodna znajdująca się w całości na terytorium stanu Wirginia. Jamestown, stolica pierwszej stałej kolonii brytyjskiej w Ameryce Północnej, została założona w roku 1607, właśnie nad brzegami tej rzeki, ok. 70 kilometrów od jej ujścia do zatoki Chesapeake. Nazwa rzeki pochodzi od imienia króla Anglii Jakuba I Stuarta.
Rzeka ma swój początek w Alleghenach u zbiegu dwóch mniejszych cieków wodnych - rzeczek Jackson i Cowpasture. Od tego miejsca rzeka Jamesa przebiega 547 kilometrów na południowy wschód, by poprzez Hampton Roads ujść do zatoki Chesapeake. Główny dopływ, rzeka Appomattox wpada do niej w odległości 106 kilometrów od morza. Od tego miejsca rzeka Jamesa jest rzeką pływową zbierającą w czasie przypływów znaczne ilości wody morskiej.
Największymi miastami nad rzeką Jamesa są Richmond (stolica stanu Wirginia), Lynchburg, Williamsburg, Newport News i Norfolk (wielka baza US Navy) oraz Virginia Beach (popularne kąpielisko nad brzegiem atlantyckiej zatoki Chasepeake). Nad rzeką mieści się też jeden z tzw. historycznych parków narodowych (ang. National Historical Parks): Kolonialny Park Narodowy, w którego skład wchodzą Yorktown, Jamestown i Williamsburg (a właściwie skansen o nazwie Colonial Williamsburg).